# Nagyajtay György
Nagyajtay György névvariánsok: Nagyajtai György, Nagyajtai Kovács György (Erzsébetfalva, 1909. február 21. – Budapest, 1993. június 28.) magyar színész.

## Életpályája
Szülei színészek voltak, apja: nagyajtai Kováts Sándor, anyja: esztelneki Szacsvay Gilberte. 1927-ben kezdte pályáját. 1939-ig különböző vidéki színházaknál működött, majd Budapesten, a Royal Színházban, a Vígszínházban, a Magyar Színházban, a Vidám Színházban és az Erdélyi Mihály vezette Óbudai Kisfaludy Színházban lépett fel. 1946-ban a Márkus Parkszínpadon szerepelt utoljára, majd az Amerikai Egyesült Államokba emigrált. 1961-ben tért vissza Magyarországra, és a Petőfi Színház, majd a Fővárosi Operettszínház tagja lett. 1971-ben ment nyugdíjba. Meghívott vendégként többször fellépett a Radnóti Színpadon is. Fiatal korában operettekben, főleg hősszerelmesként ért el nagy sikereket. Jó megjelenésének és tehetségének köszönhetően számos filmben szerepelt, de főleg karakterszerepeket osztottak rá a rendezők. Főszerepet az 1944-es Éjféli keringő c. filmben játszott.

## Színházi szerepeiből
- William Shakespeare: Lóvátett lovagok...  Boyet
- Thornton Wilder – Jerry Herman: Hello, Dolly!...  Rudolf, főpincér
- George Bernard Shaw – Alan Jay Lerner: My Fair Lady...   Boxington
- Felix Salten: Finom lelkek...  Öregúr
- Jókai Mór – Illés Endre: Gazdag szegények... Öreg gróf
- Szántó Armand: Eladó feleség ...  George Lawrence
- Kálmán Imre: Csárdáskirálynő...  Bóni gróf; Főherceg
- Kálmán Imre: Marica grófnő... István báró
- Lehár Ferenc: A mosoly országa...  Hatfaludy Ferenc
- Lehár Ferenc: A víg özvegy... Danilo
- Lendvay Kamilló – Szinetár György – Szenes Iván: Knock Out...  Greenholm
- Behár György – Szedő Lajos: Éjféli randevú...  Titkár
- Tóth Miklós – Buday Dénes – Vándor Kálmán: Tábornokné... Mihail, ukrán összekötő tiszt
- Semsei Jenő: Békebeli háború...  IV. Károly

## Filmes és televíziós szerepei
- Szervusz, Péter! (1939) – Sándor, Tamás Endre szobatársa
- A miniszter barátja (1939) – Mopré, francia nagykövet
- Mátyás rendet csinál (1939) – János, Bálintné fia
- Ismeretlen ellenfél (1940)
- Mindenki mást szeret (1940) – Filmszínész
- András (1940) – Kovács István, a vezérigazgató titkára
- Lesz, ami lesz! (1941) – Riporter
- Három csengő (1941) – Szobafőnök
- Ne kérdezd ki voltam (1941) – Karcsi, Berend fia
- Életre ítéltek! (1941) – Dr. Fernandez, orvos
- Bob herceg (1941) – Nárcisz Néró, Xénia megbízottja
- Miért? (1941) – Főpincér
- Néma kolostor (1941) – Kolbenhauer
- Cigarettafüst (1941)
- Jelmezbál (1942) – Orvos
- Házasság (1942) – Nemes
- Egy szoknya, egy nadrág (1943)
- Machita (1944) – 23-as kém
- Viharbrigád (1944) – Főhadnagy
- Ez történt Budapesten (1944) – Katinka férje
- A gazdátlan asszony (1944) – szobapincér
- A hangod elkísér (1944)
- Éjféli keringő (1944) – István
- Assignment: Paris (1952)
- Mindenki ártatlan? (1962)
- Pirosbetűs hétköznapok (1962)
- Lopott boldogság (1962)
- Mit csinált felséged 3-tól 5-ig? (1964)
- Zöldár (1965)
- Én, Strasznov Ignác, a szélhámos (1966)
- Fräulein Doktor (1969)
- Különös párbaj (1971)
- Irgalom (1973)
- A sipsirica (1980)
- Mint oldott kéve (1983)

## Rendezéseiből
- Szirmai Albert – Emőd Tamás: Mézeskalács (Wilshire Ebbell Theater, Los Angeles)[2]